# Rounga (langue)
Pour les articles homonymes, voir Rounga.
Le rounga (ou runga) est une langue nilo-saharienne du groupe des  langues mabanes, parlée au sud-est du Tchad, et de l'autre côté de la frontière, au nord-est de la République centrafricaine. Elle serait similaire au kibet.

## Classification
Le rounga appartient au groupe des langues mabanes, une des familles de l'ensemble nilo-saharien. Il est souvent considéré comme étant la même langue que le kibet. Nougayrol, sur 112 lexèmes de base, trouve 98 éléments phonologiquement identiques entre l'aïki, un des parlers rounga et le kibet, ce qui implique pour lui qu'il s'agit d'une seule langue.
Les locuteurs de l'aïki appellent la langue aìkì ndáŋ.

## Phonologie
Les tableaux présentent les voyelles et les consonnes du parler aïki.

### Voyelles
|         | Antérieure  | Centrale    | Postérieure |
| ------- | ----------- | ----------- | ----------- |
| Fermée  | i [i] ɪ [ɪ] |             | u [u]       |
| Moyenne | e [e] ɛ [ɛ] | ə [ə]       | o [o] ɔ [ɔ] |
| Ouverte |             | ʌ [ʌ] a [a] |             |

Les voyelles longues sont phonèmiques comme le montre l'opposition entre òs, « verbe de support » et òòs, « envoyer » .

### Consonnes
|              |              | Labiales | Alvéolaires | Latérales | Dorsales | Dorsales | Glottales |
| ------------ | ------------ | -------- | ----------- | --------- | -------- | -------- | --------- |
| Palatales    | Vélaires     | Labiales | Alvéolaires | Latérales |          |          | Glottales |
| Occlusives   | Sourde       | p [p]    | t [t]       |           |          | k [k]    |           |
| Occlusives   | Sonore       | b [b]    | d [d]       |           |          | g [g]    |           |
| Occlusives   | Prénasales   | mb [m͡b]  | md [n͡d]     |           |          | ng [ŋ͡g]  |           |
| Fricative    | Sourde       | f [f]    | s [s]       |           | š [ʃ]    |          | h [h]     |
| Fricative    | Sonore       |          | z [z]       |           |          |          |           |
| Affriquée    | Sourde       |          |             |           | c [t͡ʃ]   |          |           |
| Affriquée    | Sonore       |          | j [d͡ʒ]      |           |          |          |           |
| Affriquée    | Prénasales   |          |             |           | nj [ɲɟ͡]  |          |           |
| Nasale       | Nasale       | m [m]    | n [n]       |           | ñ [ɲ]    | ŋ [ŋ]    |           |
| liquide      | liquide      |          | r [r]       | l [l]     |          |          |           |
| Semi-voyelle | Semi-voyelle | w [w]    |             |           | y [j]    |          |           |

La fricative [s] varie parfois avec [θ], par exemple dans sáapɛ́ et θáapɛ́, « pur ». Le même phénomène s'observe entre [p] et [f], comme dans sáppá ou sáffá, « moquerie ».

### Tons
Le rounga est une langue tonale. En aïki on trouve un ton haut et un ton bas